# Gößweinstein
Gößweinstein – gmina targowa w Niemczech, w kraju związkowym Bawaria, w rejencji Górna Frankonia, w regionie Oberfranken-West, w powiecie Forchheim. Leży w Szwajcarii Frankońskiej, nad rzeką Wiesent, przy drodze B470 i linii kolejowej Gößweinstein – Forchheim.
Gmina położona jest 20 km na północny wschód od Forchheim, 25 km na południowy zachód od Bayreuth i 38 km na północny wschód od Norymbergi.
W gminie znajduje się sanktuarium Trójcy Świętej, w którym od 2006 r. posługę duszpasterską sprawują polscy franciszkanie z Prowincji św. Jadwigi Zakonu Braci Mniejszych.

## Dzielnice
W skład gminy wchodzą następujące dzielnice: 
| - Allersdorf - Altenthal - Behringersmühle - Bösenbirkig - Etzdorf - Geiselhöhe - Gößweinstein - Hardt - Hartenreuth - Hühnerloh | - Hungenberg - Kleingesee - Kohlstein - Krachershöhe - Leimersberg - Leutzdorf - Moritz - Morschreuth - Moschendorf - Prügeldorf | - Sachsendorf - Sachsenmühle - Sattelmannsburg - Stadelhofen - Stempfermühle - Türkelstein - Ühleinshof - Unterailsfeld - Wichsenstein - Wölm |

## Polityka
Wójtem jest Georg Lang (CSU). Rada gminy składa się z 16 członków:
|      | CSU | SPD | Wolni Wyborcy | Młodzi i Kobiety | Związek Obywatelski | Obywatele dla Obywateli | Razem     |
| 2002 | 5   | 3   | 3             | 2                | 2                   | 1                       | 16 miejsc |

## Zabytki i atrakcje
- Kościół pielgrzymkowy Trójcy Świętej (Heilige Dreifaltigkeit)
- Zamek w Gößweinstein
- Pomnik Josepha Victora von Scheffela
- pawilon na wzniesieniu Wagnershöhe

## Galeria

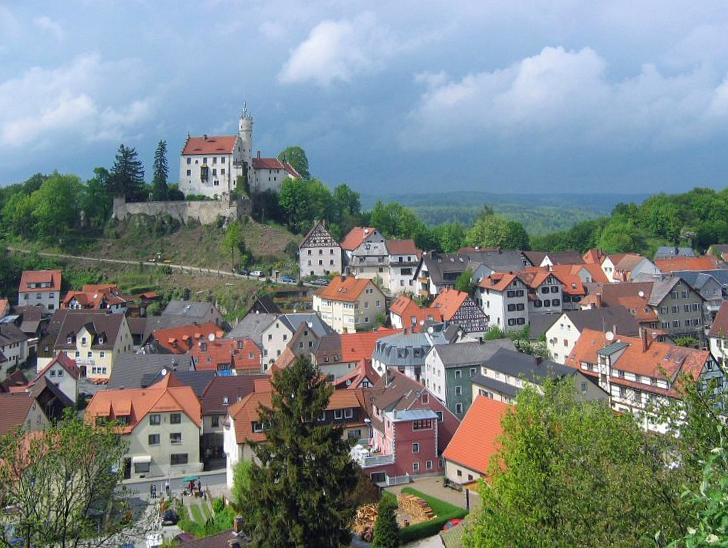
Zamek Gößweinstein
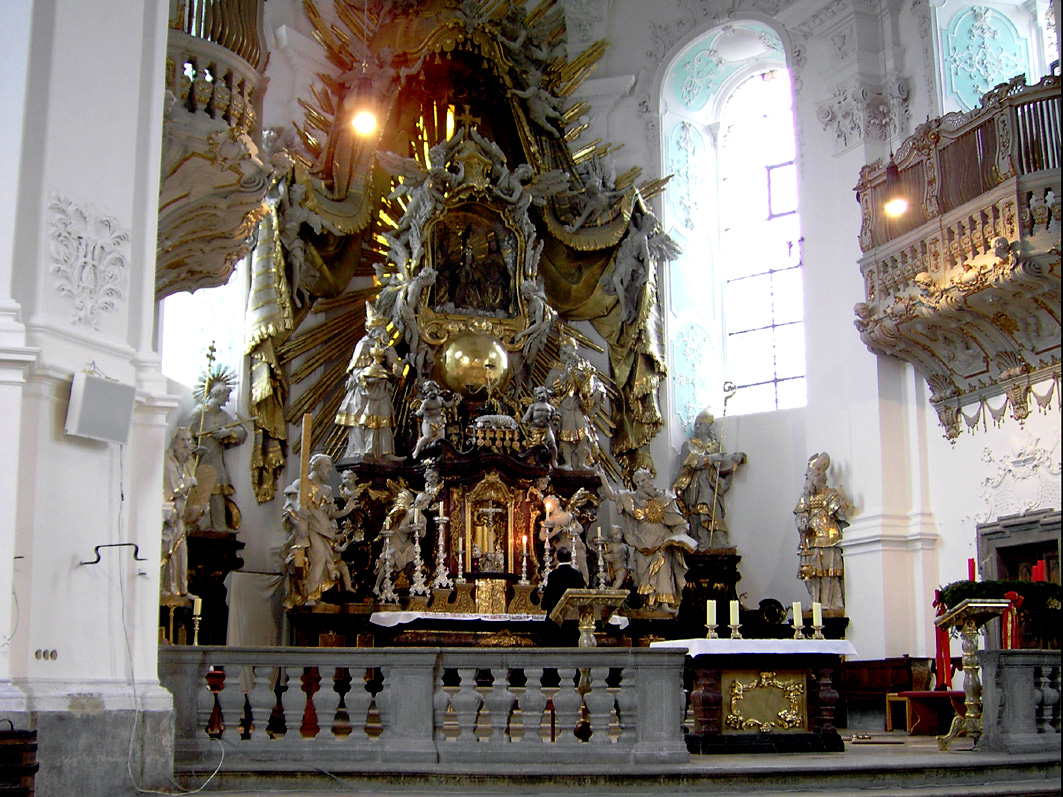
Wnętrze bazyliki mniejszej
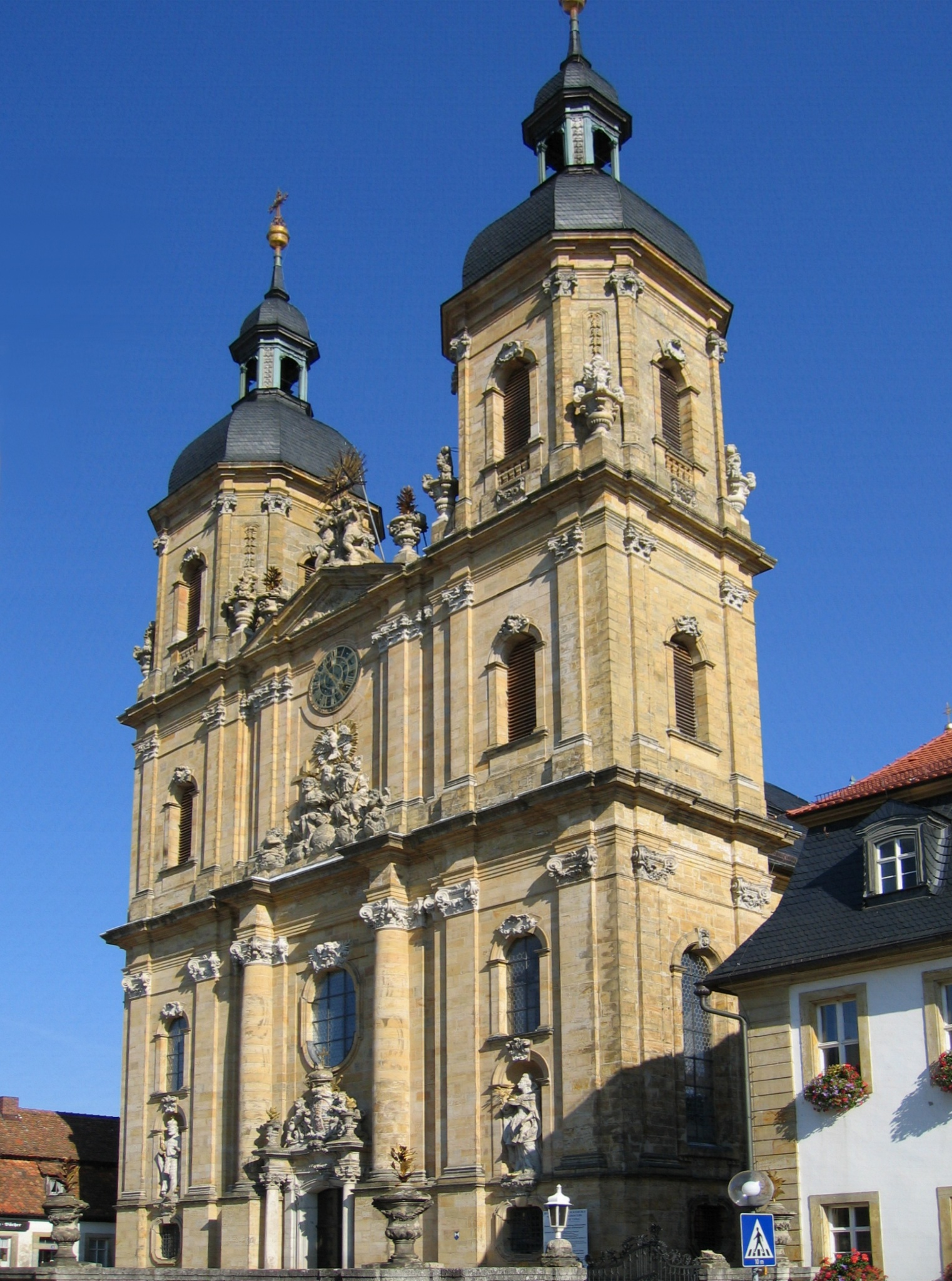
Bazylika